# 메이플 시럽

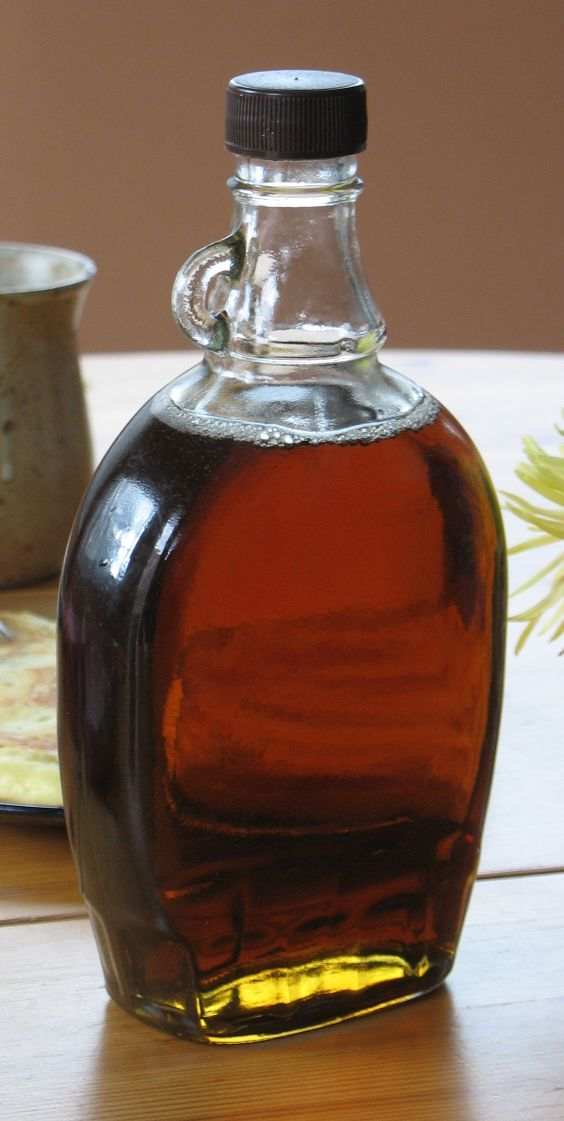
퀘벡에서 생산되어 병에 담긴 메이플 시럽

메이플 시럽(영어: maple syrup, 프랑스어: sirop d'erable, 네덜란드어: esdoornsiroop)  또는 단풍당밀(丹楓糖蜜)은 단풍나무의  수액으로부터 만드는 감미료의 하나이다. 
단풍나무 시럽, 또는 단풍당(丹楓糖)이라고도 부른다. 
캐나다 및 미국 등지에서 주로 따뜻한 와플이나 팬케이크 위에 부어 함께 먹는다. 
그 외에도 엄지 손가락 한마디 크기로 만든 단풍나뭇 잎 모양의 사탕인 메이플슈거캔디를 만들며 빵이나 후식을 만드는 데 재료로 들어가거나 간혹 맥주를 만들 때 당의 주원료나 감미료로 이용된다. 
조림음식의 독특한 향과 맛을 내기 위하여 설탕 대용으로 쓰인다. 
메이플 시럽의 성분은 수크로스가 약 62%를 차지하고, 과당과 포도당이 각각 약 1%정도를 차지한다.
아메리카 토착민들이 처음으로 메이플 시럽을 채취하고 사용을 하였고 이후 유럽인 정착자들도 이를 받아들여 이용하게 되었다.
캐나다는 전 메이플 시럽 생산량의 85%를 차지하고 있다. 캐나다 식품검사청(CFIA)에서는 메이플 시럽을 세 등급으로 분류하여 관리하고 있다..

## 같이 보기
- 단풍당